# George Ramsay, 4. Earl of Dalhousie
George Ramsay, 4. Earl of Dalhousie (* um 1668; † 1696 in den Niederlanden) war ein schottischer Adliger.

## Familie und Werdegang
Ramsay war der älteste Sohn von William Ramsay, 3. Earl of Dalhousie, aus dessen Ehe mit Lady Mary Moore, Tochter des Henry Moore, 1. Earl of Drogheda. Er hatte zwei Brüder und eine Schwester. Er war noch minderjährig, als er im November 1682 beim Tod seines Vaters dessen Adelstitel als Earl of Dalhousie erbte. Nach dem Tod seines Vaters nahm sich James Drummond, 4. Earl of Perth dem Jungen an und versuchte seinen Einfluss als Lordkanzler von Schottland geltend zu machen, um ihm eine Ausbildung an einer katholischen Schule in Douai zu ermöglichen, was jedoch misslang.
Als er volljährig wurde, übernahm er die Ländereien seines Vaters und den Sitz im schottischen Parlament. 1696 wurde Ramsay bei einem Duell mit einem „Mr. Hamilton“ in den Niederlanden getötet. Da er unverheiratet und kinderlos starb, erbte sein jüngerer Bruder William seine Adelstitel sowie die Stellung als Chief des Clan Ramsay.